# Harry Winer
Harry Stuart Winer (ur. 4 maja 1947 roku w Detroit, w stanie Michigan, USA) – amerykański reżyser, scenarzysta i producent telewizyjny i filmowy.

## Życie prywatne
Jest żonaty z aktorką Shelley Hack, znaną z serialu Aniołki Charliego. Mają córkę Devon (ur. 19 listopada 1990).

## Filmografia

### Reżyser

#### Filmy kinowe
- 1996: Areszt domowy (House Arrest)
- 1987: Jake's M.O.
- 1986: Kosmiczny obóz (SpaceCamp)
- 1976: The Legend of Bigfoot

#### Filmy TV
- 2004: The Dive from Clausen's Pier
- 2004: Niewierność (Infidelity)
- 2003: Do siedmiu razy sztuka (Lucky 7)
- 2002: Polisa śmierci (Damaged Care)
- 1998: Jeremiasz (Jeremiah)
- 1999: Zapisane w sercu (A Memory In My Heart)
- 1993: Men Don't Tell
- 1993: J.F.K. - młode lata (J.F.K.: Reckless Youth)
- 1992: Odzyskać siebie (Taking Back My Life: The Nancy Ziegenmeyer Story)
- 1991: Under Cover
- 1990: Dopóki o mnie pamiętacie (When You Remember Me)
- 1984: Samotne bary, samotna kobieta (Single Bars, Single Women)
- 1989: Kocham Cię doskonale (I Love You Perfect)
- 1988: Heartbeat
- 1985: Przegrana miłość (Mirrors)
- 1982: Callahan
- 1978: One of a Kind

#### Seriale TV
- 2007: What About Brian
- 2004-2006: Weronika Mars
- 2006: Windfall
- 2006: Invasion
- 2004-2005: Summerland
- 2004-2005: The Mountain
- 2003-2004: Jake 2.0
- 2003: Tarzan na Manhattanie (Tarzan)
- 2003: Black Sash
- 2002-2004: Nocny kurs (Hack)
- 2001-2002: Agentka o stu twarzach (Alias)
- 2000-2002: Felicity
- 1999: Nowe wcielenie (Now and Again)
- 1999: Czas na Twoje życie (Time of Your Life)
- 1988: Heartbeat
- 1984: Papierowe lalki (Paper Dolls)
- 1984: The Duck Factory
- 1983: Goodnight, Beantown
- 1982-1983: Tucker's Witch
- 1981-1982: Mr. Merlin
- 1980: Kamień (Stone)
- 1980-1984: Hart to Hart

### Producent

#### Filmy kinowe
- 1996: Areszt domowy (House Arrest)

#### Filmy TV
- 2002: Polisa śmierci (Damaged Care)
- 1997: Doskonałe ciało (Perfect Body)
- 1997: Los Angeles w ogniu (Riot)
- 1997: Close to Danger
- 1996: Twisted Desire
- 1995: Her Deadly Rival
- 1993: J.F.K. - młode lata (J.F.K.: Reckless Youth)
- 1992: Odzyskać siebie (Taking Back My Life: The Nancy Ziegenmeyer Story)

### Scenariusz

#### Filmy kinowe
- 1976: The Legend of Bigfoot

#### Filmy TV
- 1998: Jeremiasz (Jeremiah)
- 1978: One of a Kind